# Шмідт Отто Юлійович
Шмідт О́тто Ю́лійович (повне ім'я Шмідт Отто-Фрідрих-Юліус Юлійович, рос. дореф. Отто-Фридрихъ-Юліусъ Юльевичъ Шмидтъ; 18 [30] вересня 1891, Могильов, Могильовська губернія, Російська імперія — 7 вересня 1956, Московська область, СРСР) — радянський математик, астроном, геофізик, дослідник Арктики, дійсний член АН УРСР (з 1934) та АН СРСР (з 1935), Герой Радянського Союзу (1937).

## Біографія
Предки Шмідта по батьківській лінії походять з німців-колоністів, що перебралися до Ліфляндії (Латвія) у другій половині XVIII століття, а по материнській — латиші на прізвище Ергле (Ērgle). У родині Шмідта говорили трьома мовами: російською, латиською та німецькою. Сам він пізніше заявляв, що відносив себе до російської культури.
У дитинстві працював у лавці письмового приладдя. Навчався у класичній Могильовській чоловічій гімназії. Гроші на навчання хлопця знайшлися у його латиського дідуся Фріциса Ергле.
Закінчив Другу київську гімназію із золотою медаллю (1909) та фізико-математичний факультет Київського університету (1913). Після закінчення університету був залишений для підготовки до професорського звання і під керівництвом професора Дмитра Граве почав свої дослідження з теорії груп. З 1916 — приват-доцент Київського університету.
З жовтня 1917 — начальник управління з продуктообміну Наркомату продовольства, в 1918—1920 — член колегії Наркомпроду. У 1918 вступив до РСДРП (інтернаціоналістів), у 1918—1919 — член ЦК. У 1919 разом з усією партією був прийнятий в РКП(б), при цьому в його партійний стаж зарахували час перебування в партії інтернаціоналістів.
У 1921—1924 роках був завідувачем Державного видавництва. Займався організацією реформи системи освіти. Був автором ідеї, творцем і головним редактором 1-го видання «Великої радянської енциклопедії». Однак коли випуск енциклопедії був майже завершений, Шмідта було знято з редакторської посади і усунуто від роботи над енциклопедією через його німецьке походження, хоча його германські предки знаходилися в російському підданстві з XVIII століття.
1928 року Шмідт брав участь у першій радянсько-німецькій памирській експедиції, організованій АН СРСР. Метою експедиції було вивчення та сходження на найвищі вершини Західного Паміру.
У 1929 році заснував кафедру вищої алгебри фізико-математичного факультету МДУ (з 1933 — механіко-математичний факультет МДУ), якою завідував по 1949 рік.
З 1932 по 1950 роки був головним редактором журналу «Математический сборник».
У 1930—1934 роках керував знаменитими арктичними експедиціями на криголамних пароплавах «Сєдов», «Сибіряков» та «Челюскін». У 1930—1932 роках — директор Всесоюзного арктичного інституту, у 1932—1938 роках — начальник Головного управління Північного морського шляху (ГУСМП).
З 28 лютого 1939 по 24 березня 1942 був віце-президентом АН СРСР. Після початку Німецько-радянської війни 19 липня 1941 року був направлений до Казані для підготовки евакуації туди установ АН СРСР. Перебуваючи в евакуації в Казані, Шмідт вступив у конфлікт із президентом АН СРСР Володимиром Комаровим. Комаров поскаржився Сталіну, після чого Шмідта звільнили з посади віце-президента АН СРСР і з усіх посад йому залишили лише одну — директора Інституту теоретичної геофізики.
Помер в 1956 році від туберкульозу. Похований на Новодівочому цвинтарі в Москві.
|                                         |
| Студент Київського університету (1912). |

|                                                  |
| О. Ю. Шмидт — начальник Головпівнморшляху (1936) |

|                                              |
| Могила О. Ю. Шмідта на Новодівочому цвинтарі |

## Внесок в науку
Розробляв небулярну гіпотезу — модель утворення тіл Сонячної системи в результаті конденсації навколосонячної газово-пилової хмари.
Монографія «Абстрактна теорія груп» (1916, 2 видавництва 1933) справила значний вплив на розвитку цієї теорії. Основним досягненням у цій галузі є теорема про ізоморфізм прямих розкладів нескінченних операторних груп із кінцевим головним рядом (1928). Шмідт є засновником московської школи алгебри, керівником якої він був протягом багатьох років. Вона виросла з семінару з теорії груп, організованого ним у 1930 році, який з часом перетворився на центр діяльності радянських алгебраїстів у цій галузі.
Зробив внесок у вивчення північних полярних територій. У 1932 був начальником експедиції на пароплаві криголамного типу «Сибіряков», що здійснила перше в історії плавання Північним морським шляхом за одну навігацію. Ініціатор та ідейний натхненник створення «Великої радянської енциклопедії» був головним редактором за дорученням уряду Радянського Союзу. Був ініціатором створення академічного інституту геофізики.

## Родина
Був тричі одружений:
- Дружина — Віра Федорівна Шмідт (Яницька), сестра бібліотечного діяча, книгознавця, бібліографа, історика, географа, статистика, доктора географічних наук, професора Миколи Яницького.
  - Син — Володимир Оттович Шмідт (2 березня 1920 — 25 грудня 2008), кандидат технічних наук, професор МДІУ[ru].
    - Внучка — Віра Володимирівна Шмідт (3 лютого 1944 — 7 листопада 2014) — педіатр.
    - Онук — Федір Володимирович Шмідт (нар. 3 жовтня 1946) — лікар-проктолог.
- Дружина — Маргарита Еммануїлівна Голосовкер (19 квітня 1889 — 8 листопада 1955), музеєзнавиця та літературознавиця, завідувачка сектору художньої ілюстрації Інституту світової літератури АН СРСР (1935—1949), авторка монографії «М. Ю. Лермонтов: життя та творчість» (1941); сестра філософа та перекладача Якова Голосовкера.
  - Син — Сігурд Оттович Шмідт[ru] (15 квітня 1922 — 22 травня 2013) — радянський і російський історик, академік РАО.
- Дружина — Олександра Олександрівна Горська[15] (1906—1995), учасниця експедиції на пароплаві «Челюскін»[ru] (у списках значиться як прибиральниця), нагороджена орденом Червоної Зірки.
  - Син — Олександр Оттович Шмідт[16] (15 вересня 1934 — 11 червня 2010).

## Нагороди
- Герой Радянського Союзу (27.06.1937) — за керівництво організацією дрейфуючої станції «Північний полюс-1»
- 3 ордени Леніна (27.11.1932; 27.06.1937; 19.09.1953)
- 2 ордена Трудового Червоного Прапора (25.02.1937; 10.06.1945)
- Орден Червоної Зірки (20.04.1934)

## Пам'ять

### В Україні
- Вулиця Отто Шмідта в Києві (колишня Верхньоюрківська, на якій у будинку № 34 минули гімназичні та студентські роки майбутнього академіка; будинок знесено в 1980-х роках).
- У Києві ім'я О. Ю. Шмідта мала (до 1941 року) школа — колишня чоловіча гімназія, в якій він навчався[17].

### У Білорусі
- Проспект Шмідта у Могильові.

### У Росії
- Острів Шмідта на архіпелазі Північна Земля.
- Мис Отто Шмідтa[ru] на узбережжі Чукотки.
- Мис Шмідта[ru] — селище міського типу в Іультинському районі Чукотського автономного округу
- У 1973—2008 роках у Чукотському автономному окрузі існував Шмідтівський район[ru].
- Іменем О. Ю. Шмідта названо селище, яке нині входить до складу міського округу Новокуйбишевськ Самарської області.
- Проспект селища Николина Гора[ru], де він прожив багато років на дачі.
- 14 грудня 1956 року Постановою Президії Академії наук СРСР № 681 Інституту фізики Землі Академії наук СРСР[ru] присвоєно ім'я О. Ю. Шмідт. 26 жовтня 2011 року відкрито та встановлено в холі інституту бронзове погруддя (скульптор О. Д. Козачок[ru]).
- У Мурманській гімназії № 4 ім'ям Отто Юлійовича Шмідта названо шкільний музей освоєння Арктик.
- З 1971 року АН СРСР, а з 1991 року Російською академією наук вручається Премія імені О. Ю. Шмідта[ru] за видатні наукові роботи в галузі дослідження та освоєння Арктики.

### Інше
- Астероїд 2108 Отто Шмідт[18].
- Підлідна рівнина Шмідта в Антарктиді.
- До 1938 ім'я Шмітда носив криголам. У 1938 Шмідт був знятий з посади начальника Севморпуті, після чого криголам був перейменований на «Анастас Мікоян»[ru].
- Науково-дослідний криголам проекту 97Н носив ім'я «Отто Шмідт» (період експлуатації: з 1979 по 1991 рік).
- У Радянському Союзі існували імена людей[19][20]:
  - Оюшмінальд(а) — Отто Юльевич Шмидт на льдине (Отто Юлійович Шмідт на крижині)
  - Лагшмінальд(а) — лагерь Шмидта на льдине (табір Шмідта на крижині)
  - Лагшмівар(а), Лашмівар(а) — лагерь Шмидта в Арктике (табір Шмідта в Арктиці)
- Герой оповідань Марфи Семенівни Крюкової[ru] «Поколін-борода та ясні соколи».

|                                        |
| Бюст в Морському музеї в Архангельську |

|                          |
| Поштова марка СРСР, 1935 |

|                          |
| Поштова марка СРСР, 1966 |

|                              |
| Поштова марка Білорусі, 2001 |